# MAZDA Zoom-Zoom Hiroshima Stadium
Le MAZDA Zoom-Zoom Hiroshima Stadium (en japonais : MAZDA Zoom-Zoom スタジアム広島) est le nouveau stade de baseball de la ville d'Hiroshima au Japon. Il est situé à 500 m à l'est de la gare JR d'Hiroshima (広島駅 Hiroshima-eki), dans l'arrondissement de Minami. 
Il accueille l'équipe professionnelle d'Hiroshima, les Hiroshima Toyo Carp.

## Histoire
Le stade a ouvert ses portes le 10 avril 2009 en accueillant le match entre les Hiroshima Toyo Carp et les Chunichi Dragons.

## Dimensions
- Left Field (Champ gauche) - 101 mètres
- Center Field (Champ centre) - 122 mètres
- Right Field (Champ droit) - 100 mètres